# Скај Лејк (Флорида)
Скај Лејк (енгл. Sky Lake) насељено је место без административног статуса у америчкој савезној држави Флорида.

## Демографија
По попису из 2010. године број становника је 6.153, што је 502 (8,9%) становника више него 2000. године.
| Група             | 2000.         | 2010.         |
| Белци             | 2.725 (48,2%) | 1.774 (28,8%) |
| Афроамериканци    | 693 (12,3%)   | 1.024 (16,6%) |
| Азијати           | 128 (2,3%)    | 168 (2,7%)    |
| Хиспаноамериканци | 1.960 (34,7%) | 3.205 (52,1%) |
| Укупно            | 5.651         | 6.153         |